# 康維爾 (緬因州)
康維爾（英語：Cornville）是一個位於美國緬因州薩默塞特縣的鎮。

## 人口
根據2020年美國人口普查的數據，康維爾的面積為106.03平方千米，當中陸地面積為105.49平方千米，而水域面積為0.54平方千米。當地共有人口1317人，而人口密度為每平方千米12人。